# Федоровское городище
Федоровское городище (в прошлом — Коринское городище, в просторечии — «Стенькин городок») — археологический памятник (т. н. «твердь») эрзян второй половины X — первой половины XI вв., служивший оборонительным и ремесленным целям.

## Название
Археологическое название дано по ближайшему населенному пункту: деревне/селу Федоровке/Федоровскому Шатковского района, располагавшемуся в среднем течении реки Ельтмы.

## Расположение
Городище находится в 7-8 км к юго-востоку от села Корина и стоит на невысоком мысу, образованном оврагом Буцким (в просторечии — «Стенькины овраги»), бывшего правого притока реки Ельтмы.

## Назначение
Судя по малому количеству бытовых отходов и отсутствию следов жилищ, на территории городища не было постоянного многочисленного населения. В то же время, найденные незаконченные изделия и не бывшие в употреблении вещи говорят о том, что, помимо оборонительных задач, оно выполняло и роль производственного центра.

## Описание
Городище имеет вытянутую треугольную форму, а его длинная сторона равна 267 метрам. Площадь — около 10000 м². Площадка городища обнесена валом со всех сторон.

### Мысовая сторона
На мысовой стороне высота вала — от 0.7 до 1.5 м, а ширина — от 3 до 5 м.
При внутренней стороне вала имеется ров. Глубина рва — от 0.3 до 1 м, а ширина — от 2.5 до 3 м.
На небольшом удалении от основного вала, имеется еще два рва глубиной до 0.6 м и один вал высотой до 1 м, насыпанный из светло-серого и желтого песка. Боковые склоны городища укреплены обожженным песком и утрамбованной глиной.

### Напольная сторона
С напольной стороны высота вала доходит до 2.6 м, а ширина — до 17 м. Судя по всему, этот вал насыпался в 3 захода:
1. насыпан вал высотой 1.5 м из желтого прокаленного песка, а на внешней стороне вала вырыт ров;
2. вал досыпан до высоты 1.7 м грунтом из желтого прокаленного песка с включениями глины. К этому моменту, внешний ров заплыл или был засыпан;
3. вал досыпан до высоты 2.6 м. Внутренний слой — грунтом из серого песка со включениями глины, средний — из серого песка, а внешний — из серого песка и утрамбованной глины.

При внутренней стороне вала имеется ров. Глубина рва — от 0.3 до 1 м, а ширина — от 2.5 до 3 м.
Важно отметить, что и вал, и ров рассечены на две неравные части — вероятно, что в этом месте находился вход в городище.
На небольшом удалении от основного вала, имеется еще один дополнительный вал высотой до 1 м, насыпанный из светло-серого и желтого песка.

### Второе городище
К северу от основного городища, на соседнем мысу, находится еще одно городище. Его система укреплений состоит из двух валов, поперечных площадке городища и находящихся на расстоянии 90 м друг от друга, а также третьего вала, соединяющего их по диагонали. Назначение этого городища неизвестно.

## Находки

### Экспедиция 1973 года
Культурный слой достигает 30 см. В одном из шурфов, который, вероятно, был заложен около домницы/места обжига керамики, на глубине 18 см, найден 10-сантиметровый слой керамики: на площади 1 м² обнаружено 120 обломков лепных сосудов с гладкими стенками и 2 обломка от сопла. Керамика содержит примеси песка и шамота, обладает признаками воздействия сильного огня, имеет толщину 5-8 мм, а по своему цвету делится на два вида:
- серо-коричневая (большинство) — трехслойная, где 2 внешних слоя светло-серые, а 1 внутренний — темно-серый;
- темно-коричневая (меньшинство) — трехслойная, где 2 внешних слоя красно-коричневые, а 1 внутренний — черный.

### Экспедиция 1975—1978 годов
В 1975—1976 годах заложено 7 раскопов, 3 шурфа и осуществлены разрезы двух валов. Выявлен культурный слой мощностью до 30 см. Обнаружено около 8500 обломков лепных сосудов с гладкими стенками. Керамика содержит примеси песка, дресвы и шамота, имеет толщину 7-10 мм. Выявлены следы существования наземных построек — столбовые ямы, заполненные камнями и глиной. Обнаружены 2 глинобитные площадки диаметром от 1 до 1.4 м и толщиной от 10 до 20 см, на которых осуществлялся обжиг посуды, а также каменная вымостка 4×2 м. Найдены изделия, большинство из которых не были в употреблении:
- из глины — пряслица различных форм, льячка (литейный ковш), диск с отверстием, «пуговица» и поделки, похожие по форме на звездчатые подвески из могильников мордвы VIII—XI вв.;
- из камня — точильные камни, зернотерки;
- из железа — пила с зубьями на обеих сторонах, наконечники стрел, нож;
- из бронзы — сюльгамы, браслет, перстень, слиток-пруток.

В 1977 году обнаружено более 2000 обломков лепных сосудов с гладкими стенками. Найдены ножи, пряслица, железные наконечники стрел, браслет, ложкарный резец, фитильная трубка, и 6 глиняных поделок, похожих по форме на звездчатые подвески из могильников мордвы I-го тысячелетия нашей эры. Также, на территории городища выявлены столбовые ямы от неопределенных наземных конструкций, причем ямы, глубиной 15-45 см, наполнены камнями, в основании которых обнаружены глиняные подушки толщиной до 20 см.
В 1978 году в раскопе № 8 выявлен культурный слой мощностью 20-30 см. Обнаружена примерно 1000 обломков лепных сосудов с гладкими стенками. Керамика содержит примеси песка, дресвы и шамота. Также, на территории городища выявлена овальная площадка 10x6 метров, вытянутая с северо-востока на юго-запад, то есть перпендикулярно самому городищу и вдоль его вала, причем половина площадки, противоположная валу, была огорожена 11 столбовыми ямами, наполненными камнями, углубленными в землю на 20-40 см, в основании которых обнаружены глиняные подушки толщиной 15-20 см.

## Связи
Ряд черт сближает Федоровское городище с Хозинским и Понетаевским городищами:
- все они находятся в вершинах небольших оврагов вдалеке от больших рек, что говорит о попытке отдалить их от речных путей;
- слабый культурный слой свидетельствует о том, что срок постоянного проживания в этих городищах был очень небольшим;
- мощные фортификационные сооружения — валы вокруг площадки городища, дополнительные валы и рвы вне площадки, а также использование рельефа местности, наличие густого леса и болот вокруг доказывают, что основной задачей городищ было укрытие населения близлежащих деревень от набегов неприятелей.

Ввиду вышеназванных черт, В. Н. Мартьянов считал, что они являются «мордовскими твердями», упоминаемыми русскими летописями XIII века, а учитывая то, что керамика всех 3 городищ тоже имеет общие черты, он относил их к территории Пургасовой волости, которую он помещал в многоугольник между реками Тёшей, Алатырем, Мокшей и Окой. Н. Н. Грибов относит к этой же группе еще и Саровское городище, которое он считает столицей Пургасовой волости.

## Легенды
Одна из местных легенд связывает городище со Степаном Разиным и гласит, что на территории этого городища он зарыл некие сокровища.

## Сохранность
Территория городища и его валы частично повреждены действиями черных копателей и барсуков.